# 東萊郡 (中国)
東萊郡（とうらい-ぐん）は、中国にかつて存在した郡。漢代から唐代にかけて、現在の山東省東部の煙台市一帯に設置された。

## 概要
前漢の初め、斉国に属し、後に膠東国に属した。紀元前153年（景帝4年）、劉徹が膠東王となると、膠東国から分割されて、東萊郡が置かれた。東萊郡は青州に属し、掖・腄・平度・黄・監朐・曲成・牟平・東牟・惤・育犂・昌陽・不夜・当利・盧郷・陽楽・陽石・徐郷の17県を管轄した。『漢書』によれば前漢末に10万3292戸、50万2693人があった。
後漢のとき、東萊郡は黄・牟平・惤・曲城・掖・当利・東牟・昌陽・盧郷・長広・黔陬・葛盧・不其の13県を管轄した。
283年（西晋の太康4年）、遼東王司馬蕤が東萊王に改封されると、東萊国が置かれた。東萊国は掖・当利・盧郷・曲城・黄・惤の6県を管轄した。
南朝宋のとき、東萊郡は掖・曲城・惤・盧郷・牟平・当利・黄の7県を管轄した。469年（泰始5年）、北魏の慕容白曜が東陽を占領すると、東萊郡は北魏の統治下に入った。
北魏のとき、東萊郡は光州に属し、掖・西曲城・東曲城・盧郷の4県を管轄した。
583年（開皇3年）、隋が郡制を廃すると、東萊郡は廃止されて、光州に編入された。585年（開皇5年）、光州は萊州と改められた。607年（大業3年）に州が廃止されて郡が置かれると、萊州は東萊郡と改称された。東萊郡は掖・膠水・盧郷・即墨・観陽・昌陽・黄・牟平・文登の9県を管轄した。
621年（武徳4年）、唐が綦順を平定すると、東萊郡は萊州と改められた。742年（天宝元年）、萊州は東萊郡と改称された。758年（乾元元年）、東萊郡は萊州と改称され、東萊郡の呼称は姿を消した。